# 55 Cancri b
55 Cancri b, eller Galileo, är en exoplanet som kretsar runt stjärnan 55 Cancri A, som är del i dubbelstjärnan 55 Cancri eller Copernicus. Exoplaneten har en omloppstid på 14,7 dagar. Det är den andra planeten räknat från värdstjärnan. 55 Cancri b upptäcktes 1996 och har en massa jämförbar med Jupiter.

## Namngivning
Vid upptäckten fick exoplaneten designationen 55 Cancri b enligt den standard som tillämpas. I juli 2014 utlyste Internationella astronomiska unionen en namngivning för exoplaneter och deras värdstjärnor. Namngivningen omfattande en offentlig omröstning om de nya namnen där alla var välkomna att delta. I december 2015 kungjordes resultatet, där exoplaneten fick namnet Galileo, samtidigt som värdstjärnan fick namnet Copernicus. Det vinnande namnet gavs av Royal Netherlands Association for Meteorology and Astronomy från Nederländerna. Det ärar förstås den italienske astronomen, fysikern och ingenjören Galileo Galilei.